# Les Cinq Diamants
Les Cinq Diamants est une salle de théâtre parisienne située 10, rue des Cinq-Diamants dans le 13e arrondissement de Paris.

## Historique
Dans les années 1930, les « girls » des Folies Bergère répétaient dans ce local et Marcel Cerdan s'y entraîna. La création du théâtre date de 1975. Jacques Guérif, puis Pierre Saurat en 1981 ont dirigé le théâtre. En janvier 1988, la Compagnie Catherine Brieux est en résidence dans la salle jusqu'en décembre 2006, lorsqu'elle est contrainte de la quitter.
La faiblesse des structures en pans de bois a fini de rendre nécessaire sa démolition en 2008 pour permettre la construction d’un nouveau bâtiment répondant aux nouvelles exigences de sécurité. Le projet artistique 2009 du nouveau directeur du Théâtre des Cinq Diamants s’articule autour de deux priorités : le soutien à la création et le développement de l’éducation artistique et culturelle.